# Postiella capillifolia
Postiella capillifolia är en flockblommig växtart som först beskrevs av George Edward Post, och fick sitt nu gällande namn av Kljuykov. Postiella capillifolia ingår i släktet Postiella och familjen flockblommiga växter. Inga underarter finns listade i Catalogue of Life.